# British Journal of Psychiatry
Il British Journal of Psychiatry è una rivista medica sottoposta a revisione paritaria che pubblica articoli inerenti tutti i rami della psichiatria, con particolare attenzione agli aspetti clinici di ogni argomento.
La rivista è di proprietà del Royal College of Psychiatrists e viene pubblicata mensilmente dalla Cambridge University Press per conto del college. Essa pubblica articoli di ricerca originali provenienti da tutto il mondo, nonché editoriali, articoli di revisione, commenti su articoli controversi, brevi relazioni, una sezione completa di recensioni di libri e una rubrica dedicata alla corrispondenza.
Il caporedattore è il professor Kamaldeep Bhui. L'archivio completo dei contenuti dal 1855 ad oggi è disponibile online. A partire dal gennaio 2000, tutti i contenuti sono disponibili gratuitamente dodici mesi dopo la loro pubblicazione.

## Storia
La rivista fu fondata nel 1853 con il nome di Asylum Journal. Nel 1855 cambiò titolo in quello di Asylum Journal of Mental Science, poi, nel 1858,  Journal of Mental Science, finché nel 1963 ottenne la denominazione attuale.

## Accoglienza
Secondo il Journal Citation Reports, nel 2018 la rivista ha ricevuto un fattore di impatto pari a 7,233.